# OU812 Tour
OU812 Tour – dziesiąta trasa koncertowa zespołu Van Halen, promująca album OU812. Trasa oficjalnie rozpoczęła się 30 września 1988 i objęła 35 koncertów. Van Halen koncertował ramach Monsters of Rock.

## Muzycy
Członkowie zespołu: Sammy Hagar, Eddie Van Halen, Alex Van Halen, Michael Anthony.

## Daty i miejsca koncertów

### Stany Zjednoczone
- 30 września 1988: Lexington, KY - Rupp Arena
- 1 października 1988: Cincinnati, OH - Riverfront Coliseum
- 3 października 1988: Atlanta, GA - The Omni
- 4 października 1988: Nashville, TN - Starwood Amphitheater
- 6 października 1988: Greensboro, NC - Greensboro Coliseum
- 7 października 1988: Charlotte, NC - Charlotte Coliseum
- 8 października 1988: Knoxville, TN - Thompson-Boling Arena
- 11 października 1988: New York, NY - Madison Square Garden
- 12 października 1988: Nassau, NY - Nassau Coliseum
- 14 października 1988: Hartford, CT - Hartford Civic Center
- 15 października 1988: Syracuse, NY - Carrier Dome
- 17 października 1988: Providence, RI - Providence Civic Center
- 18 października 1988: Worcester, MA - Worcester Centrum
- 20 października 1988: Richmond, VA - Richmond Coliseum
- 21 października 1988: Norfolk, VA - Norfolk Scope
- 22 października 1988: Filadelfia, PA - The Spectrum
- 25 października 1988: Rosemont, IL - Rosemont Horizon
- 26 października 1988: Ft. Wayne, IN - War Memorial Coliseum
- 27 października 1988: Ft. Wayne, IN - War Memorial Coliseum
- 28 października 1988: Milwaukee, WI - Bradley Center
- 30 października 1988: South Bend, IN - Joyce Center
- 31 października 1988: Cedar Rapids, IA - Five Seasons Center
- 1 listopada 1988: Aames, IA - Hilton Coliseum
- 3 listopada 1988: Oklahoma City, OK - Myriad Convention Center CANCELLED
- 4 listopada 1988: Witchita, KS - Kansas Coliseum
- 5 listopada 1988: Lincoln, NE - Bob Devaney Sports Center
- 7 listopada 1988: Peoria, IL - Peoria Civic Center
- 8 listopada 1988: St. Louis, MO - St. Louis Arena
- 9 listopada 1988: St. Louis, MO - St. Louis Arena
- 11 listopada 1988: Nowy Orlean, LA - Lakefront Arena
- 13 listopada 1988: Austin, TX - Frank Erwin Center
- 15 listopada 1988: El Paso, TX - El Paso County Coliseum
- 16 listopada 1988: Tucson, AZ - Tucson Convention Center
- 17 listopada 1988: Phoenix, AZ - Arizona Veterans Memorial Coliseum
- 19 listopada 1988: San Diego, CA - San Diego Sports Arena
- 21 listopada 1988: Sacramento, CA - ARCO Arena
- 22 listopada 1988: Reno, NV - Lawlor Events Center
- 24 listopada 1988: Portland, OR - Memorial Coliseum
- 26 listopada 1988: Salt Lake City, UT - Salt Palace

### Japonia
- 19 stycznia 1989: Tokio - Tokyo Dome
- 23 stycznia 1989: Kioto - Pulse Plaza Hall
- 24 stycznia 1989: Osaka - Osaka Castle Hall
- 25 stycznia 1989: Osaka - Osaka Castle Hall
- 27 stycznia 1989: Hiroszima - Sun Plaza Hall
- 30 stycznia 1989: Kioto - Pulse Plaza Hall
- 31 stycznia 1989: Nagoja - Nagoya Rainbow Hall
- 1 lutego 1989: Tokio - Tokyo Dome
- 2 lutego 1989: Tokio - Tokyo Dome

### Hawaje
- 4 lutego 1989: Honolulu - Neal S. Blaisdell Center